# Chaetocnema concinna
Chaetocnema concinna gehört zu den Flohkäfern (Tribus Alticini, Unterfamilie Galerucinae) aus der Familie der Blattkäfer (Chrysomelidae). Die Art ist im Deutschen als Nordeuropäischer Rübenerdfloh oder Erzglänzender Knöterich-Erdfloh oder Gewöhnlicher Rübenerdfloh bekannt.

## Merkmale
Die Käfer werden 1,8 bis 2,4 Millimeter groß. Sie besitzen eine schwarze, bronzefarben (selten kupfrig oder grün) metallisch glänzende Grundfärbung. Der Halsschild ist an der Basis ungerandet, anders als bei einer Reihe anderer Gattungsvertreter sind Basalstrichel, das sind kurze Längseindrücke an der Halsschildbasis, bei der Art nicht vorhanden. Über die Flügeldecken verlaufen zahlreiche Punktreihen. Die basalen Fühlerglieder sind gelbrot (das erste teilweise braun gefärbt). Letztes Fühlerglied, besonders beim Männchen, kolbig verdickt und an der Innenseite etwas abgeplattet. Stirn nur neben den Augen mit wenigen Punkten. Die hinteren Femora sind, typisch für Flohkäfer, stark verdickt. Alle Femora sind dunkel, während die Tibia und Tarsen gelbrot sind. Typisch für die Arten der Gattung Chaetocnema ist eine bewimperte Ausrandung auf der Oberseite der Mittel- und Hinterschienen, die durch einen Zahn begrenzt wird.

## Verbreitung
Chaetocnema concinna ist eine paläarktische Art. Sie kommt in fast ganz Europa vor. Außerdem ist sie verbreitet in Nordafrika (Marokko) und in West- bis Zentralasien in Israel, der Kaukasusregion (Georgien, Armenien, Aserbaidschan, russischer Kaukasus), in Kasachstan und Turkmenistan. In Nordamerika wurde die Art  eingeschleppt. Dort wurde sie 1979 erstmals in Massachusetts nachgewiesen. Die Art hat sich mittlerweile im Nordosten der USA sowie im angrenzenden Teil Kanadas etabliert. Weitere Funde stammen aus Texas und aus Oregon.

## Lebensweise
Die Käfer findet man in unterschiedlichen Lebensräumen: in Wäldern, auf Feldern sowie in Steppengebieten. Zu den Wirtspflanzen von Chaetocnema concinna zählen u. a. verschiedene Knöterichgewächse, der Gattungen Polygonum, Persicaria, Rheum und Rumex, insbesondere der Vogelknöterich (Polygonum aviculare). Die Art tritt gelegentlich an Rüben (Beta) als Schädling auf. "Der Nordeuropäische Rübenerdfloh überwintert als Käfer in den obersten Bodenschichten oder in der Bodenstreu [...]. Etwa Ende April wird das Winterlager verlassen, von Mai bis August ist Paarungszeit. Ab Mitte Mai legt das Weibchen [...] seine Eier an die [Wirts-]Rübenpflanze [...].Die Larven fressen [...] an den Wurzeln bzw. minieren im Blatt. Sie verpuppen sich im Juni. Jungkäfer findet man ab Juni/Juli auf den Pflanzen. Sie benagen noch eine Zeitlang die [Wirtspflanzen-]Rübenblätter und suchen dann ab Mitte August die Winterquartiere auf." Zudem tritt Chaetocnema concinna neben dem Hopfen-Erdfloh Psylliodes attenuatus in geringer Dichte als zweite Erdfloh-Art schädigend am Hopfen auf.

## Ähnliche Arten
- Chaetocnema picipes (syn. Chaetocnema heitertingeri Lubischev 1963) – letztes Fühlerglied spindelförmig und zugespitzt, die Art unterscheidet sich insbesondere am männlichen Geschlechtsteil, dem Aedeagus.[2][3] Es existieren eine Reihe weiterer, vor allem in Asien verbreiteter Arten, die nur an der Gestalt des Aedeagus unterscheidbar sind. Sie bilden zusammen die concinna-Artengruppe.[5]

## Taxonomie
Die Art wurde als Chrysomela concinna Marsham, 1802 erstbeschrieben. Chaetocema concinna ist, durch nachträgliche Festlegung von Westwood 1838, die Typusart der Gattung Chaetocnema Stephens, 1831.
In der Literatur findet man folgende Synonyme:: Chaetocnema dentipes (Koch, 1803) (beschrieben als Haltica dentipes), Chaetocnema lewisii Chûjô, 1942, Chaetocnema semirufescens Pic, 1909.